# Квостэл, Юда Герш
Юда Герш Квостэл (2 октября 1899, Шеффилд Великобритания — 15 октября 1987, Канада) — английский и канадский биохимик.

## Биография
Родился 2 октября 1899 года в Шеффилде. В 1916 году поступил в Лондонский университет, который он окончил в 1921 году. Одного диплома ему показалось мало, и тогда в том же году он поступил в Кембриджский университет, который окончил в 1924 году. Администрация оставила дипломированного специалиста у себя и с 1924 по 1929 год работал в качестве научного сотрудника. В 1929 году он покинул главное здание Кембриджского университета, но не ушёл из самого университета — в 1929 году был избран директором госпиталя при данном университете и проработал вплоть до 1941 года. В 1941 году вернулся в главное здание и вплоть до 1947 года заведовал секцией метаболизма. В 1947 году решил связать свою жизнь с Канадой и переехал туда, где тут же был избран профессором биохимии Монреальского университета и проработал вплоть до 1966 года. В 1966 году перешёл в Университет Британской Колумбии, где избран профессором кафедры нейрохимии и биохимии и проработал вплоть до смерти.
Скончался 15 октября 1987 года в Канаде, спустя 13 дней после празднования своего 88-летия.

## Научные работы
Основные научные работы посвящены нейрохимии. Один из основоположников нейрохимии.
- Изучал ингибиторы обмена веществ.
- Исследовал химизм обмена в мозге здоровых и больных людей.
- Разработал новые методы биохимических и медицинских исследований.

## Членство в обществах
- 1940-47 — Член Лондонского королевского общества.
- Член Нью-Йоркской АН.
- Член ряда других академий наук и научных обществ.
- Почётный доктор многих университетов.

## Награды и премии
- 1955 — Золотая медаль имени Луи Пастера.
- 1974 — Международная премия Гайрднера.
- Ряд других научных наград.